# Kolonijo stimulirajoči faktor
Kolonije spodbujajoči faktorji (angl. Colony-stimulating factor, kratica CSF) so glikoproteini, ki spodbujajo proizvodnjo določene vrste celic kostnega mozga. Kolonijo spodbujajoči faktorji se vežejo na receptorje na površini matičnih krvotvornih celic ter s tem aktivirajo signalne poti znotraj celic ter tako povzročijo proliferacijo in diferenciacijo teh celic v specifično vrsto krvnih celic (predvsem različne vrste belih krvničk, pri proizvodnji rdečih krvničk odigra to vlogo eritropoetin).
Med kolonije spodbujajoče faktorje prištevamo:
- makrofagne kolonije stimulirajoči faktor
- granulocitno-makrofagne kolonije stimulirajoči faktor (GM-CSF ali sargramostim)
- granulocitne kolonije stimulirajoči faktor (G-CSF ali filgrastim)
- sintetični kolonije stimulirajoči faktorji

## Klinična uporaba
- spodbujanje delovanja kostnega mozga
- mobilizacija matičnih celic